# A través de l'huracà
A través de l'huracà (títol original en anglès, Ride in the Whirlwind) és una pel·lícula western estatunidenca del 1966 protagonitzada per Cameron Mitchell, Millie Perkins, Jack Nicholson, i Harry Dean Stanton, i dirigida per Monte Hellman. Nicholson també va escriure i coproduir la pel·lícula. Ha estat doblada al català.
Un trio de vaquers es veuen obligats a convertir-se en fora de la llei a causa d'un cas d'identitat equivocada per part de les autoritats locals.

## Argument
Una banda de proscrits liderada per Blind Dick (Harry Dean Stanton) atura una diligència, treu un home i el pengen. Un altre trio de cowboyss, Vern (Cameron Mitchell), Wes (Jack Nicholson) i Otis (Tom Filer), es troben amb l'home penjat però tanmateix s'aturen per descansar la nit a l'amagatall remot de la colla. Cap dels dos grups d'homes confia en l'altre. Al matí, tots es troben envoltats d'una partida de vigilantes i es produeix un tiroteig. Als proscrits els cremen el seu cobert i Blind Dick i Indian Joe són penjats pel grup de vigilants. Del trio Otis és afusellat i els altres dos es veuen obligats a fugir i convertir-se en fugitius en un cas d'identitat equivocada, ja que es creu que formen part de la colla original.
Vern i Wes es refugien en una granja que pertany a Evan (George Mitchell), que viu sol amb la seva dona i la seva filla. Encara que innocents i no dolents, els dos mantenen la família com a ostatge fins que poden escapar. Després que un membre dels vigilantes passa i interroga l'Evan, els dos intenten escapar agafant els cavalls d'Evan. Evan dispara i fereix a Vern, i Wes dispara i mata a Evan. Wes i Vern van junts a un cavall amb el grup perseguint. Finalment, Vern no pot anar més enllà i cau del cavall. Morint, li diu a en Wes que vagi sol i ataca el grup fins que Wes pugui anar a un lloc segur.

## Repartiment
- Cameron Mitchell - Vern
- Jack Nicholson - Wes
- Tom Filer - Otis
- Millie Perkins - Abigail
- Katherine Squire - Catherine
- George Mitchell - Evan
- Harry Dean Stanton - Blind Dick
- Rupert Crosse - Indian Joe
- B.J. Merholz - Edgar
- Peter Cannon - Hagerman
- Brandon Carroll - Quint Mapes
- John Hackett - Winslow
- William A. Keller - Roy
- Charles Eastman - Drummer

## Producció
Hellman va dir que Roger Corman havia acceptat posar fons per a un western dirigit per Hellman en un dinar a l'antic Brown Derby a Vine Street, al sud de Hollywood Boulevard, un dels una petita cadena de restaurants famosos a Los Angeles (la famosa ubicació en forma de barret era a Wilshire Boulevard). Al final del dinar, Corman havia permès que, com que Hellman estava fent un western, també podria fer-ne dos, presumiblement perquè, en la ment del Corman conscient del pressupost, això els permetria fer dues pel·lícules per menys del cost habitual.
Les pel·lícules es van fer adossades, primer es va produir El tiroteig. Hellman va dir que la tripulació i alguns membres del repartiment es van quedar al lloc i, després de fer una pausa d'una setmana, van començar a filmar A través de l'huracà. Tanmateix, a part dels costos de viatge, el rodatge de les dues pel·lícules adossades no va suposar un estalvi apreciable. Hellman va declarar que ambdues pel·lícules es van fer per menys de 75.000 dòlars cadascuna (un total aproximat de 150.000 dòlars per dues, proporcionada per Roger Corman). Hellman i Jack Nicholson, que van produir, escriure i actuar a A través de l'huracà, i van tenir un paper més petit a El tiroteig, havien acordat que si superaven el pressupost en qualsevol de les pel·lícules, pagarien l'excés de les seves butxaques. Així, van tenir molta cura de mantenir-se dins del pressupost de cadascuna.
Les pel·lícules es van rodar a Eastman Color a Utah, en una zona que des d'aleshores s'ha omplert amb un llac artificial. Parts de la pel·lícula es van rodar a Kanab Canyon, Calvin Johnson Ranch, Paria i Glen Canyon a Utah. Hellman va dir que de vegades els productors el contractaven per esbrinar on havia rodat les pel·lícules, i després l'acomiadaven un cop ho sabien. Va afirmar que va ser l'últim a filmar-hi perquè es va omplir d'aigua poc després. Tant A través de l'huracà com El tiroteig presenten les mateixes muntanyes baixes de color vermellós amb línies blanques a la roca (possiblement marques d'aigua d'una època passada quan la zona era un mar o un llac).
Hellman va dir que tendia a tallar tants diàlegs com podia. Preferia explicar la història visualment. Va evitar l'obvi en termes de diàleg. Hellman va declarar que va supervisar el progrés diari dels guionistes de les dues pel·lícules, i que van llogar una oficina a l'Edifici de l'Escriptor a Beverly Hills al petit Santa Monica Blvd. Una emoció personal per a Hellman va ser que la seva oficina llogada estava al costat de la de Fred Astaire.

## Distribució
Hellman va declarar que ambdues pel·lícules es van vendre a un distribuïdor que després les va vendre com a part d'un paquet més gran de pel·lícules que es mostrarien a la televisió. Les pel·lícules es van projectar a les sales de França el 1969 i Hellman va dir que eren èxits, amb El tiroteig durant un any a París i A través de l'huracà durant sis mesos. Hellman va afirmar que a finals dels anys seixanta va significar molt a Hollywood tenir èxit a França i, per tant, Hellman va tenir un breu temps a ser molt demandat a Hollywood.

## Semblances temàtiques
Les dues pel·lícules impliquen una caça. En el cas d'El tiroteig, Nicholson és un pistoler de lloguer i Warren Oates és un caçador de recompenses. Tots dos homes treballen per a una dona que està rastrejant algú. Tota la pel·lícula i el suspens es basa en gran part en aquesta misteriosa caça. A Ride in the Whirlwind, un grup que va començar fent el seguiment d'una banda que va robar una diligència acaba per caçar el personatge de Nicholson i un altre home. Ambdues pel·lícules es consideren Acid Western que expressen una qualitat més aviat desolada i minimalista que no sentimental del salvatge oest. D'altra banda, la violència es representa menys gràficament que, per exemple, a les pel·lícules de Sam Peckinpah com Pat Garrett i Billy el Nen.